# Ôn Phóng Chi
Ôn Phóng Chi (chữ Hán: 温放之, ? – ?) tự Hoằng Tổ, người huyện Kỳ, quận Thái Nguyên, Tịnh Châu, quan viên, nhà thư pháp đời Đông Tấn. Ông đã chủ động xin chức Giao Châu thứ sử và ở chức này cho đến khi mất.

## Cuộc đời và sự nghiệp
Cha là Thủy An quận công Ôn Kiệu. Phóng Chi được nối tước, thiếu thời làm Thanh quan, dần thăng đến Cấp sự hoàng môn thị lang. Do gia cảnh bần hàn, ông xin chức Giao Châu thứ sử, triều đình đồng ý. Dương Châu thứ sử Vương Thuật và Hội Kê vương Tư Mã Tiên cho rằng Phóng Chi là con của công thần, cần được đối xử ưu ái, không nên chịu khổ ở Lĩnh Nam, sẽ khiến cho lòng người bất bình; nhưng ý kiến này bị bỏ qua.
Phóng Chi đến Nam Hải nhận chức, ân - uy gồm đủ. Ông chuẩn bị đánh Lâm Ấp, Giao Chỉ thái thú Đỗ Bảo, biệt giá Nguyễn Lãng phản đối, Phóng Chi kết tội họ cản trở quân đội mà giết đi. Ông tiến quân, đánh phá Lâm Ấp rồi trở về.
Phóng Chi mất khi đang ở chức.
Trương Ngạn Viễn trước tác Pháp thư yếu lục, sưu tầm và bình phẩm danh tích của 63 nhà thư pháp từ đời Đông Hán cho đến những năm Nguyên Hòa đời Đường (806 - 820); Phóng Chi là một trong số đó và là một trong 3 nhà thư pháp xuất thân từ tỉnh Sơn Tây (còn lại là Vương Mông, Vương Thuật). Trương Ngạn Viễn đánh giá: "Phóng Chi tính cương trực, nét thảo rất có lực. Cất bút thì không dừng, đủ thấy được chuẩn tắc. Như một mảnh gấm khoe vẻ tinh xảo, đến một vệt nhỏ cũng không yếu ớt."